# Gogna

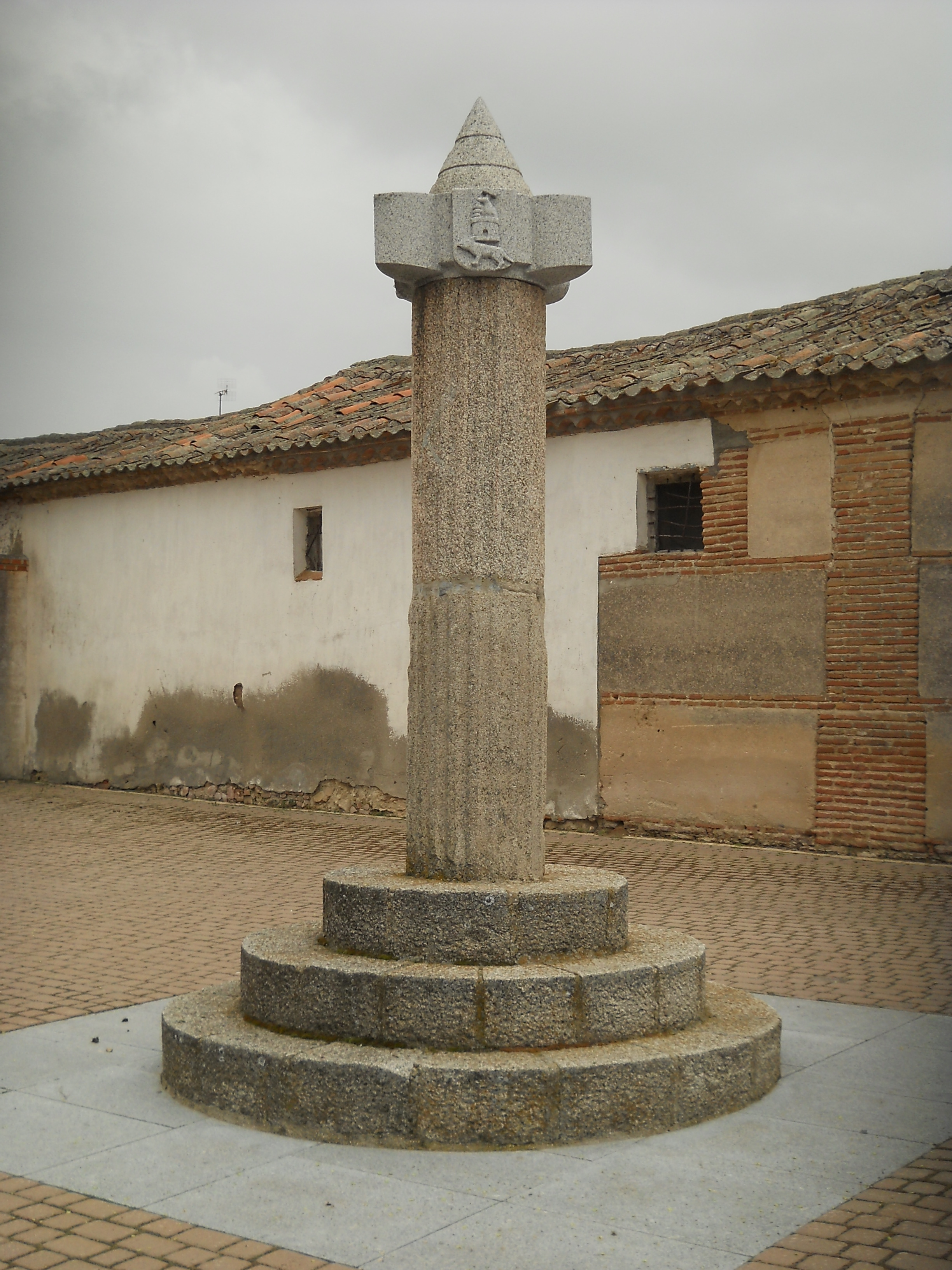
Gogna con stemma araldico, Fuente el Sauz, Ávila, Spagna

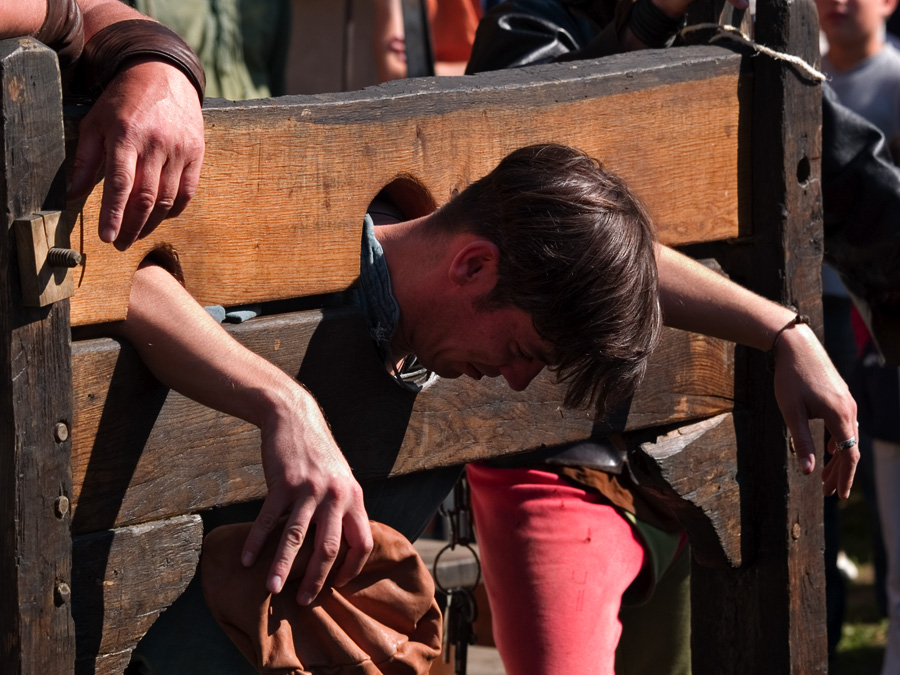
Un uomo alla gogna in una rappresentazione

La gogna è uno strumento punitivo, di contenzione, di controllo, di tortura, utilizzato prettamente durante il Medioevo.
È costruita come un collare in ferro, fissata a una colonna per mezzo di una catena, che veniva stretta attorno al collo dei condannati esposti alla berlina. Successivamente si è modificata in tavole di legno provviste di cerniera, che formano fori attraverso i quali sono inseriti la testa e/o vari arti del prigioniero, poi bloccate insieme per trattenerlo.

## Origine del termine
Etimologicamente discende da gonghia (collare di ferro), che deriva dal greco goggylos (rotondo); dall'arabo gollon (grosso anello di ferro), dal quale gli spagnoli derivarono ar-golla e gli italiani goglia e poi gogna. La berlina, specialmente nell'Italia settentrionale, è tuttora sinonimo di gogna e spesso indica la colonna stessa.

## Storia
La più antica menzione conosciuta documenta l'uso della gogna in Europa, nell'Utrecht Psalter, intorno all'820. Il governo provvisorio del Regno Lombardo-Veneto nel 1814 sospese la pena della berlina (o gogna) per le donne e gli ecclesiastici. La gogna come pena fu abolita nel XIX secolo, ma in alcuni casi se ne è registrata ancora l'applicazione, sino all'ultimo avvenuto nel 1995 a Panama.
Tra i personaggi illustri del passato condannati all'umiliazione della gogna ritroviamo, nel 1703, Daniel Defoe, che compose per l'occasione l'ode Inno alla gogna.

## Utilizzo
Le gogne erano allestite nelle piazze di mercato e negli incroci per detenere criminali di poca importanza. Spesso un cartello era appeso al collo del malfattore, o nelle vicinanze, con l'iscrizione del delitto e della pena. La pena della gogna durava generalmente poche ore o qualche giorno.
La gogna più comune restava comunque il ceppo: la vittima, imprigionata mani e piedi, veniva esposta in piazza alla folla, che la scherniva e umiliava il malcapitato e ne faceva bersaglio delle proprie tensioni. Era comune che si prelevasse dai pozzi neri lo sterco per imbrattarne capelli, naso, bocca, oppure che si lanciassero sassi o verdure marce, che si ustionasse il malcapitato o gli si procurassero lacerazioni poi ricoperte di sale, o gli si provvedesse a fare il solletico ai piedi o ai fianchi.
In caso di demolizione non si toccava direttamente la colonna della gogna, ma si scavava attorno alla sua base fino al punto in cui la colonna cadeva su sé stessa.
In tempi più recenti, durante la pandemia di COVID-19, in Colombia alcune persone sono state messe pubblicamente alla gogna per non aver rispettato le norme sulla quarantena.